# Frabosa Sottana
Frabosa Sottana ist eine Gemeinde in der nordwest-italienischen Provinz Cuneo (CN), Region Piemont.

## Lage und Einwohner
Frabosa Sottana liegt knapp 30 km östlich von der Provinzhauptstadt Cuneo entfernt.
Die Ortsteile sind Prato Nevoso, Artesina, Pianvignale, Gosi, Alma und Riosecco. Die 37 km² große Gemeinde hat 1610 Einwohner (Stand 31. Dezember 2023).
Die Nachbargemeinden sind Frabosa Soprana, Magliano Alpi, Monastero di Vasco, Roccaforte Mondovì und Villanova Mondovì.

## Geschichte

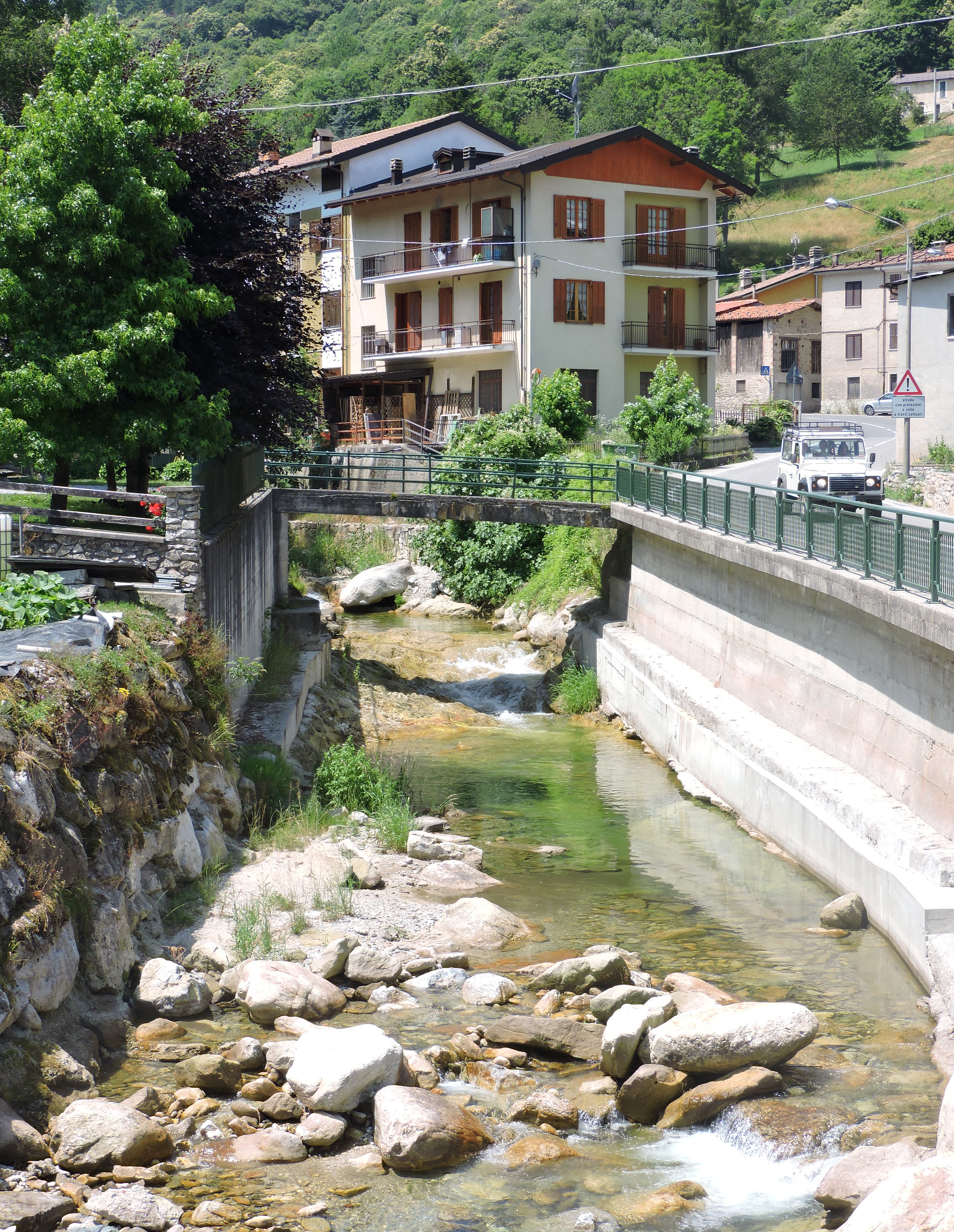
Frabosa Sottana mit dem Bach Maudagna

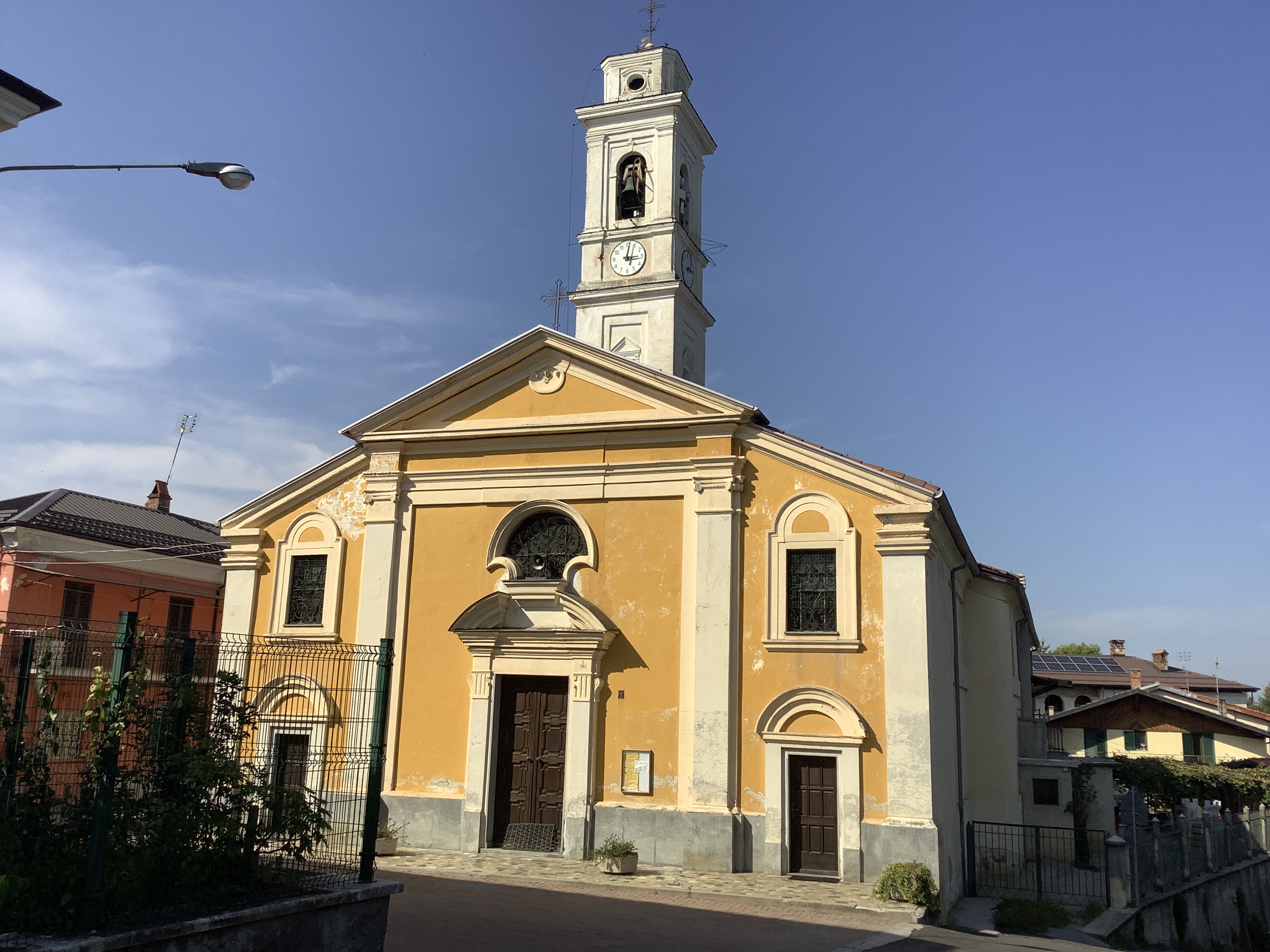
Die Pfarrkirche San Giuseppe

Seine Geschichte ist eng mit der von Frabosa Soprana verbunden, mit der im 12. Jahrhundert eine einzige Verwaltungseinheit entstand, die lange Zeit eng mit der freien Gemeinde Mondovì verbunden blieb, bis diese im Jahr 1396 unterging die souveräne Kontrolle des Hauses Savoyen. Im Jahr 1630 beliehen die Savoyer die beiden Frabose an die Pallavicino-Marquisen, die sie zweihundert Jahre lang als Herrschaft innehatten. Erst 1698 wurden die beiden Gemeinden Frabosa Soprana und Frabosa Sottana gegründet.

## Sehenswürdigkeiten
- Die Pfarrkirche, die San Giorgio geweiht ist und vermutlich im 16. Jahrhundert auf der bereits bestehenden Kirche errichtet wurde.
- Die Bruderschaftskirche San Giovanni und San Bonaventura aus dem 17. Jahrhundert.
- Die Pfarrkirche San Giuseppe.
- Die Kirche der Heiligen Jungfrau vom Schnee in Alma.
- Die Caudano-Höhlen wurden im Dezember 1898 beim Bau des Stausees für das Aquädukt des Wasserkraftwerks zufällig entdeckt. Im Jahr 1992 führte die Gemeinde beeindruckende Arbeiten zur touristischen Entwicklung durch.

Seit Januar 2006 werden die Caudano-Höhlen vom Tourismusverband Mondolé verwaltet und sind das ganze Jahr über für die Öffentlichkeit geöffnet.

## Sport
Im Ortsteil Prato Nevoso endete dreimal eine Etappe des Giro d’Italia und einmal eine Etappe der Tour de France:

### Giro d’Italia
| Jahr | Etappe | Start         | km  | Sieger Etappe         | Maglia Rosa          |
| ---- | ------ | ------------- | --- | --------------------- | -------------------- |
| 1996 | 13     | Loano         | 115 | Pawel Tonkow          | Pawel Tonkow         |
| 2000 | 18     | Genua         | 176 | Stefano Garzelli      | Francesco Casagrande |
| 2018 | 18     | Abbiategrasso | 196 | Maximilian Schachmann | Simon Yates          |

### Tour de France
| Jahr | Etappe | Start  | km  | Sieger Etappe | Gelbes Trikot |
| ---- | ------ | ------ | --- | ------------- | ------------- |
| 2008 | 15     | Embrun | 183 | Simon Gerrans | Fränk Schleck |